# Cratere Herschel (Mimas)
Herschel è un gigantesco cratere da impatto presente sulla superficie di Mimas, un satellite di Saturno. È stato così battezzato in onore dell'astronomo William Herschel, che scoprì Mimas ed Encelado nel 1789.
Le dimensioni del cratere sono tali da rendere sorprendente che il piccolo satellite abbia retto all'impatto. Il suo diametro è pari a circa 140 km, ovvero quasi un terzo del diametro dell'intera luna; le sue pareti sono alte approssimativamente 5 km, parti del suo fondo arrivano a 10 km di profondità, e il rilievo presente al centro si eleva di 6 km sul terreno circostante. In proporzione, un cratere simile sulla Terra avrebbe un diametro di oltre 4000 km e sarebbe più ampio del Canada. L'impatto da cui ha avuto origine Herschel deve aver quasi disintegrato Mimas; sul lato opposto del satellite sono infatti visibili evidenti fratture che potrebbero essere dovute all'onda d'urto dell'impatto.

## Nella cultura di massa

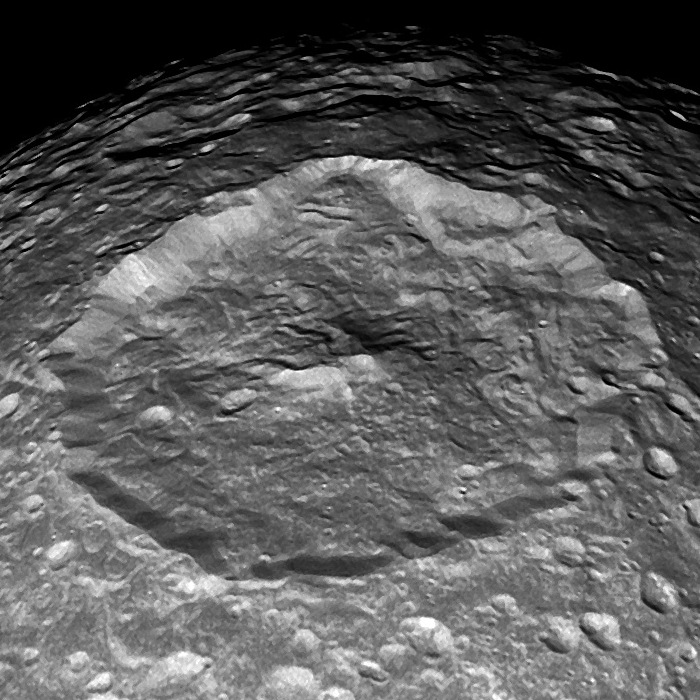
Cratere visto più da vicino

La presenza di Herschel rende Mimas curiosamente simile alla Morte Nera di Guerre stellari, sebbene si tratti di una mera coincidenza, giacché il cratere fu scoperto diversi anni dopo la realizzazione del film.